# Janusz Nasfeter
Janusz Nasfeter (Varsavia, 15 agosto 1920 – Varsavia, 1º aprile 1998) è stato un regista e sceneggiatore polacco.
Noto principalmente come autore di film per ragazzi, per i quali ha ricevuto numerosi premi nei festival internazionali, Nasfeter è stato un regista versatile e apprezzato per i suoi film degli anni sessanta e settanta.

## Biografia
Nipote del produttore cinematografico Stefan Nasfeter, Janusz Nasfeter nasce a Varsavia il 15 agosto 1920. Si diploma presso la Scuola nazionale di cinema, televisione e teatro Leon Schiller di Łódź, dove a partire dal 1956 ricopre il ruolo di docente.
Il suo esordio cinematografico avviene con Małe dramaty (1958), nel quale affronta il tema dell'infelicità nell'infanzia e nell'adolescenza. Nel 1966 presenta al Festival internazionale del cinema di San Sebastián il film Niekochana, mentre è dell'anno successivo il film Długa noc. Nel 1970 dirige il film Abel, twój brat che gli vale una medaglia d'argento al Festival cinematografico internazionale di Mosca.
Nel corso della sua carriera collabora con Elżbieta Czyżewska, Ewa Krzyzewska, Zbigniew Cybulski, Daniel Olbrychski e Bożena Fedorczyk.
Muore a Varsavia il 1º aprile 1998 e il suo corpo viene sepolto nel vecchio cimitero di Służewo; nel 2018 i suoi resti sono stati trasferiti in una tomba di famiglia nel vecchio cimitero Powązki.

## Filmografia parziale

### Regista
- Małe dramaty (1958)
- Niekochana (1966)
- Długa noc (1967)
- Weekend z dziewczyną (1968)
- Abel twój brat (1970)
- Farfalle per un'estate (Motyle) (1972)
- Ten okrutny, nikczemny chłopak (1972)
- Nie będę cię kochać (1974)
- Moja wojna, moja miłość (1975)
- Królowa pszczół (1977)